# FM Mars 〜ラジオ・ザ・プラネット〜
FM Mars ～ラジオ・ザ・プラネット～（エフエム・マーズ―）は、静岡エフエム放送（K-mix）で放送されていたラジオ番組である。

## 概要
K-mixアナウンサー・パーソナリティである川﨑玲奈が、番組の企画・構成、編集から選曲まで、ほぼ全てを自身の手で行っている、ワンマンスタイルの番組である。番組公式サイト等においても川﨑がパーソナリティと明記されているものの、本番組において川﨑の名は一切登場せず、後述の設定が徹底されていた。
Twitterでの公式ハッシュタグは「#fmmars」。

### 番組の設定
火星に唯一存在する架空のラジオ局、「FM Mars（エフエム・マーズ）」。同局のAIパーソナリティ、ステラ・レインが地球人リスナーに向けて放送しているのが本番組である。磁気嵐が生じる関係上、本番組が放送できるのは、その磁気嵐が一時的に止むこの約30分間だけである。なお、K-mixはその地球支局であるとしている。
ステラ・レインは地球人のライフスタイルについてラーニングするようにプログラミングされており、ディスカバープラネットで紹介された地球人リスナーからの投稿がデータベースに蓄積・保存されていく。

## 放送時間
- 木曜 21:00 - 21:30

## パーソナリティ
- ステラ・レイン（FM MarsのAIパーソナリティ）

（川﨑玲奈が自身の声にエフェクトをかけて放送している）

## コーナー
2022年10月現在。
- ニュース・ザ・プラネット

フェイクニュースコーナー。火星を中心に宇宙空間の様々な話題を取り上げ、毎週3本程度紹介されている。地球の話題も取り上げられることがあるが、こちらはロイター通信の報道を根拠に、事実として紹介されている。
- 宇宙天気情報

国立研究開発法人情報通信研究機構（NICT）が宇宙天気予報において、毎週金曜日に発表される「週報」から、最近1週間の概況と今後1週間の予報が読み上げられ、伝えられている。
- ディスカバープラネット

前週に番組内で発表される、主に地球のライフスタイルについてのテーマに沿った投稿が紹介されている。投稿にはコメントを付しながら、最後に総括的にまとめられる。本番組においては、唯一リスナーが参加できるコーナーである。